# Nummis kommunhus
Nummis kommunhus (finska: Nummen kunnantalo) är ett före detta kommunhus i Lojo i Finland. Tegelbyggnaden ligger i Nummis i landskapet Nyland och den var färdig år 1965. Nummis kommunhus har fungerat som före detta Nummis kommuns kommunhus och som före detta Nummi-Pusula kommuns kommunhus.
När Nummi-Pusulas kommunsammanslagning med Lojo stad ägde rum år 2013 började Lojo stads servicepunkt sin verksamhet i huset. Den största delen av byggnaden var dock oanvänd. År 2016 beslutade Lojo stad att sälja huset till Fin hel vip Oy för 53 000 euro.

## Historia och arkitektur
Innan det nuvarande kommunhuset byggdes sammanträdde Nummis kommunalstyrelse i Nummis sockenstuga som byggdes 1847. Sockenstugan ligger i närheten av Nummis kyrka. Den nuvarande kommunhuset och apoteket bredvid huset färdigställdes enligt arkitekter Toivo och Risto Löyskäs ritningar år 1965. Byggnaden fungerade som Nummis kommunhus fram till år 1981 när Nummis och Pusula kommuner lades samman. Därefter fungerade huset som Nummi-Pusulas kommunhus.
Hösten 2023 föreslog Lojo stadsutvecklingsnämnd skydd av byggnader och grönområden vid kommunhuset.
Nummis kommunhus hade Nummis kommunvapen på väggen fram till nedläggningen av Nummi-Pusula kommun 2013.